# 蒙克部队
蒙克部队（瑞典语：Munckska kåren），正式名称為斯德哥尔摩空军志愿应急部队（瑞典语：Stockholms luftförsvars frivilliga beredskapsförening），是1927年由退役将军布鲁尔·蒙克创建的秘密準軍事組織。尽管在名义上没有政治倾向，但该部队的组建目的是保护瑞典国家不受“内部敌人”侵犯，这个“内部敌人”指的不是法西斯主义或纳粹主义分子，而是专指左翼激进者。规模最大时，该部队有大约2000名成员。
1920年代末期，瑞典警察领导层被红色恐怖所影响，认为己方无法应对类似俄国十月革命的政变。在1928年瑞典选举期间，反共言论刺人耳目。蒙克部队的2000名成员每人都会领到50发子弹。斯德哥尔摩警察局长古斯塔夫·哈勒曼 (Gustaf Hårleman)设法为大约1300支枪办理了合法执照，其余的500至600把枪则是从德国非法走私来的。
蒙克部队于1931年正式面世，引发瑞典媒体激烈争论。帮助部队走私枪械的德国情报军官、间谍霍斯特·冯·普夫勒克-哈通于1931年12月被驱逐出境。蒙克部队中有很多成员都来自军队、警察以及瑞典法西斯人民党。据信该党领袖康拉德·哈尔格伦向当局报告了枪支走私活动。次年，蒙克部队解散。1934年，瑞典修改法律，禁止一切类似组织活动。